# Tokarei Rui
Tokarei Rui – kiribatyjski koszykarz, reprezentant kraju na arenie międzynarodowej.
W 2003 roku, jego zespół wziął udział w Igrzyskach Pacyfiku rozgrywanych na Fidżi. Podczas tego turnieju wystąpił w czterech meczach, w których zdobył 10 punktów, jednak jego ekipa nie odegrała większej roli w zawodach (zespół ten zajął ostatnie 8. miejsce). Rui grał łącznie przez 79 minut.
W 2010 roku został sędzią w Kiribatyjskiej Lidze Koszykówki.